# Elaeagnus pingnanensis
Elaeagnus pingnanensis är en havtornsväxtart som beskrevs av C. Y. Chang. Elaeagnus pingnanensis ingår i släktet silverbuskar, och familjen havtornsväxter. Inga underarter finns listade i Catalogue of Life.